# 加茂谷川
加茂谷川（かもだにがわ）は、徳島県三好郡東みよし町を流れる吉野川水系の河川である。

## 地理
三好郡東みよし町（旧三加茂町）の火打山の水源から東みよし町を経て吉野川右岸に合流する。鍛冶屋敷南端を扇頂とする扇状地をつくる。
火打山を源流として深い谷をつくるので、集落の多くは山腹斜面に立地する。源流付近に桟敷峠があり、峠を越えると深淵に達する。さらに南方の落合峠を越えると三好市東祖谷山村落合（旧東祖谷山村）に到達する。
流域には徳島県指定史跡である加茂谷川岩陰遺跡群がある。川には神通の滝（落差約8m）や波内の滝（落差約8m）がかかる。

## 名所
- 加茂谷川岩陰遺跡群
- 神通の滝